# Matthias Leja
Matthias Leja (* 7. Juli 1962 in Lüneburg) ist ein deutscher Schauspieler.

## Leben
Matthias Leja studierte Philosophie und Theaterwissenschaft in München. Anschließend wechselte er 1983 für zwei Jahre an die Hochschule für Musik und Theater nach Hamburg und studierte dort Schauspiel. Währenddessen war er als Gast am Schauspiel Frankfurt (Fortinbras in Hamlet) engagiert.

## Karriere
1995 erhielt er ein Engagement an das Schauspielhaus Bochum. Mit Dimiter Gotscheff entstanden Amphitrion, Die Zimmerschlacht, Der zerbrochne Krug und Sechs Personen suchen einen Autor. Bei Haußmann spielte er in Germania 3, unter Karin Henkels Regie in Eines langen Tages Reise in die Nacht. Des Weiteren ist er bei den Salzburger Festspielen und am Thalia Theater engagiert.
Seine bekannteste Rolle war die des Piloten des Rettungshubschraubers SAR Hamburg 71, Major Alexander „Alex“ Karuhn in der ZDF-Serie Die Rettungsflieger.
Seit der Spielzeit 2003/2004 war Leja Mitglied des Ensembles des Düsseldorfer Schauspielhauses. Seit 2009 ist Matthias Leja Mitglied des Thalia-Theaters in Hamburg. Außerdem war er an zahlreichen Hörspielproduktionen beteiligt. Im WDR-Hörspiel Radio Tatort ist er der Ermittler Lenz und spielt in „PARKER“ die Titelrolle. Mit Beginn der Spielzeit 2018/2019 ist Matthias Leja festes Ensemblemitglied am Schauspiel Stuttgart. 2019/20 Nominierung zum Schauspieler des Jahres für Agamemnon, Orestie, Staatstheater Stuttgart.

## Filmografie (Auswahl)
- 1985: Derrick
- 1997–2004: Die Rettungsflieger
- 1998: Saturday, Sunday and Monday
- 2002: Der Narr und seine Frau heute Abend in Pancomedia
- 2009: Kabale und Liebe
- 2010: Jew Suss: Rise and Fall
- 2016: Alarm für Cobra 11 – Die Autobahnpolizei – Tod ohne Warnung
- 2016: Großstadtrevier – Die Aufsteiger des Jahres (Folge 398)
- 2017: SOKO Wismar – Reifeprüfung
- 2017: Notruf Hafenkante – Gestohlenes Leben

## Hörspiele (Auswahl)
- 1999: Ken Follett: Die Säulen der Erde – Regie: Leonhard Koppelmann (9 Teile, WDR)
- 2000: Brigitte Aubert: Im Dunkel der Wälder – Regie: Thomas Leutzbach (2 Teile, WDR)
- 2004: Frank Schätzing: Der Schwarm – Regie: Loy Wesselburg und Frank Schätzing – Der Hörverlag
- 2005: Karlheinz Koinegg: Ritter Artus und die Ritter der Tafelrunde – Regie: Angeli Backhausen (6 Teile, WDR)
- 2010: Richard Stark: Parker-Reihe – Regie: Thomas Leutzbach, Annette Kurth, Irene Schuck, Martin Zylka (4 Teile, WDR)
- 2014: Joachim Ringelnatz: Als Mariner im Krieg – Regie: Harald Krewer (NDR/DKultur)
- 2014: Robert Weber: Die Infektion II. Die Insel – Regie: Annette Kurth (WDR)
- 2016: Robert Weber: Die Infektion III. Das Boot – Regie: Annette Kurth (WDR)
- 2022: Juan S. Guse: Miami Punk. The Complete DLC – Regie: Iris Drögekamp (NDR/SWR)
- seit 2009 Rolle des Ermittlers Lenz in der Task Force Hamm beim ARD Radio-Tatort, Regie: Claudia Johanna Leist (WDR)

## Auszeichnungen
- 1987: Bester Nachwuchsschauspieler Hessen
- 2008: Publikumspreis „GUSTAV“ in Düsseldorf als bester Schauspieler